# Allium mariae
Allium mariae — вид рослин з родини амарилісових (Amaryllidaceae); поширений в пн.-зх. Ірані, пд. Закавказзі — Вірменія, Азербайджан.

## Опис
Цибулина ± яйцювата. Стеблина 15–35 см завдовжки. Листків 2–3(5), вузько лінійно-ланцетні, завдовжки 15–35 см, шириною 3–8 мм, гладкі з неглибокими зубчастими ребрами з нижньої сторони, дрібно зубчасті на краях. Оцвітина зірчаста. Листочки оцвітини 4–5 мм завдовжки; від пурпурних до глибоко кармінових з вузькою, бордовою серединною жилкою. Тичинкові нитки довші, ніж листочки оцвітини, від пурпурного до глибоко кармінового забарвлення. Коробочка від яйцюватої до субкулястої. 

## Поширення
Поширений в північно-західному Ірані, південному Закавказзі — Вірменія, Азербайджан.